# Leptothorax pardoi
Leptothorax pardoi är en myrart som beskrevs av Jose Alberto Tinaut 1987. Leptothorax pardoi ingår i släktet smalmyror, och familjen myror. Inga underarter finns listade i Catalogue of Life.